# Горн, Александр Александрович
Александр Александрович Горн (1869—1915) — русский  военный  деятель, полковник (1915; посмертно). Герой Первой мировой войны, погиб в бою.

## Биография
В 1886 году после окончания Павлоградской прогимназии вступил в службу. В 1889 году после окончания  Одесского военного училища по I разряду произведён в подпоручики и выпущен в 20-й Туркестанский стрелковый батальон. 
В 1893 году  произведён в поручики, в 1900 году в штабс-капитаны. В 1901 году после окончания Офицерской стрелковой школы «успешно» произведён в капитаны — командир роты Туркестанского 11-го стрелкового полка.

С 1914 года подполковник — участник Первой мировой войны во главе батальона Туркестанского 11-го стрелкового полка. 11 июля 1915 года был убит в бою (ВП 27.02.1916 — исключен из списков полка убитым в бою с неприятелем). 27 октября 1915 года (старшинство от 11.10.1915)  посмертно за боевые отличия произведён в полковники. Высочайшим приказом от 26 сентября 1916 года  посмертно за храбрость  был награждён Орденом Святого Георгия 4-й степени: 
За то, что 11 июля 1915 года в бою во время атаки германской пехоты, выдвинув вперед один из пулеметов, подполковник Горн сел за последний и лично вел из него огонь - отразив атаку противника у дер. Северинки на р. Нарев. Меткий огонь подполковника заставил замолчать несколько германских пулеметов. После того как атака была отбита, подполковник двинулся к правому флангу 12-й роты – планируя организовать атаку батальона. В этот момент к нему подошел германский солдат, до этого скрывавшийся во ржи, и на русском языке сообщил подполковнику, что желает сдаться в плен. Когда офицер к нему приблизился, перебежчик упал на землю и выстрелил из ракетницы в воздух. По этому сигналу открыл огонь германский пулемет – и офицер был убит пулей, попавшей прямо в сердце

## Награды
- Орден Святой Анны 3-й степени с мечами и бантом (ВП 1906)
- Орден Святого Станислава 2-й степени (ВП 1911)
- Орден Святого Георгия 4-й степени (ВП 26.09.1916)
- Орден Святой Анны 2-й степени  (ВП 07.11.1916)